# Doris Groth

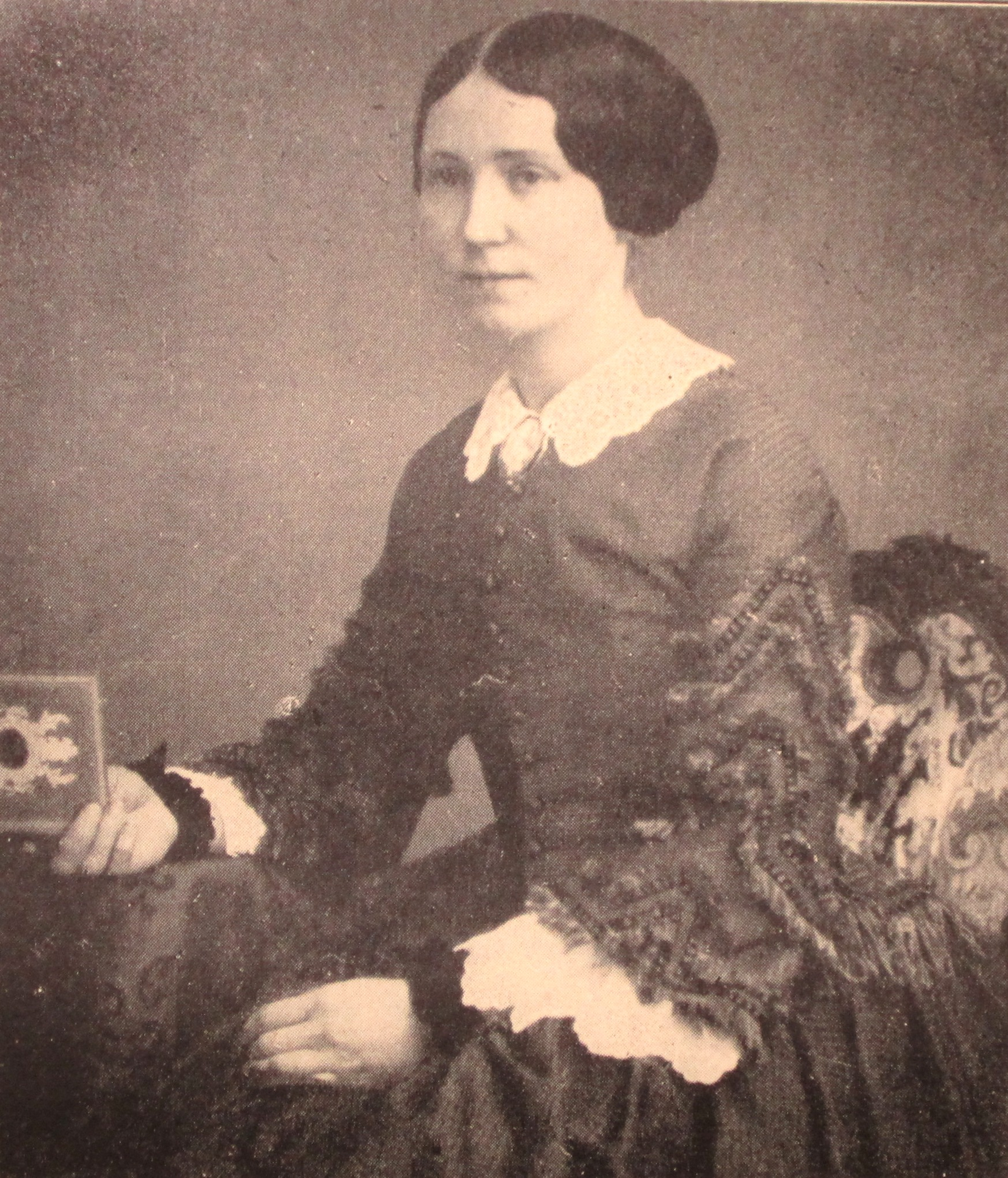
Doris Finke (1857)

Dorothea Marie Louise „Doris“ Groth, geborene Finke (* 22. Mai 1830 in Bremen; † 19. Januar 1878 in Kiel), war eine deutsche Hausfrau. Sie war die Ehefrau des Dichters Klaus Groth.

## Leben
Dorothea „Doris“ Finke war das älteste von acht Kindern des wohlhabenden Bremer Weinhändlers Albert Diedrich Finke (1803–1879) und dessen Ehefrau Martha Wilhelmine „Minna“ Finke, geborener Faber (1809–1856), wohnhaft in der Contrescarpe 43, sie besaßen daneben den Landsitz Finkenhof in Vegesack. Drei Jahre lang ersetzte sie ihren Geschwistern die früh gestorbene Mutter.

Im Jahr 1859 verlobte sich Doris Finke mit Klaus Groth. Groth berichtete Alwine Wuthenow darüber zwei Wochen später: 

„…jetzt hat ein Ereignis in mein Leben eingegriffen, so schön, so von Gottes lieber Hand geleitet, daß es mich treibt, gerade Ihnen es nicht bloß durch eine Karte anzuzeigen, so wenig Zeit ich auch habe. Ich habe ein geliebtes anmutiges frommes heiteres geistvolles Wesen als mein errungen. Ich weiß, daß Sie teilnehmen an meinem Glück, da Sie den Ernst und die Entsagung aus meinen Poesien kennen.“

1859 heirateten Doris Finke und Klaus Groth und sie zog einen Monat später zu ihrem Ehemann nach Kiel in eine Mietwohnung in Bahnhofsnähe.
Das Paar hatte vier Söhne: Detmar Heinrich Albert (1860–1866), Albert Ludwig Adolph (1863–1929 in Chile), Carl Friedrich Emil (1865–1920) und   Wilhelm August (1866–1889).
1865 ließ sich die Familie ein Haus am Schwanenweg bauen.
Zu Beginn des Deutsch-Französischen Krieges wurde das Weinlager des Vaters in Bordeaux konfisziert. Dadurch fiel auch für Familie Groth die Hälfte ihres Familienunterhalts weg. Groth musste Haustöchter aufnehmen und unterrichtete sie. Ab 1872 erkrankte sie an Lungenkatarrh. Zur Genesung reiste die Familie 1876 nach Menton an der französischen Riviera. Doch war der Winter dort ausnahmsweise sehr hart und brachte keine Heilung. Wieder nach Kiel zurückgekehrt, starb Doris Groth wenig später.

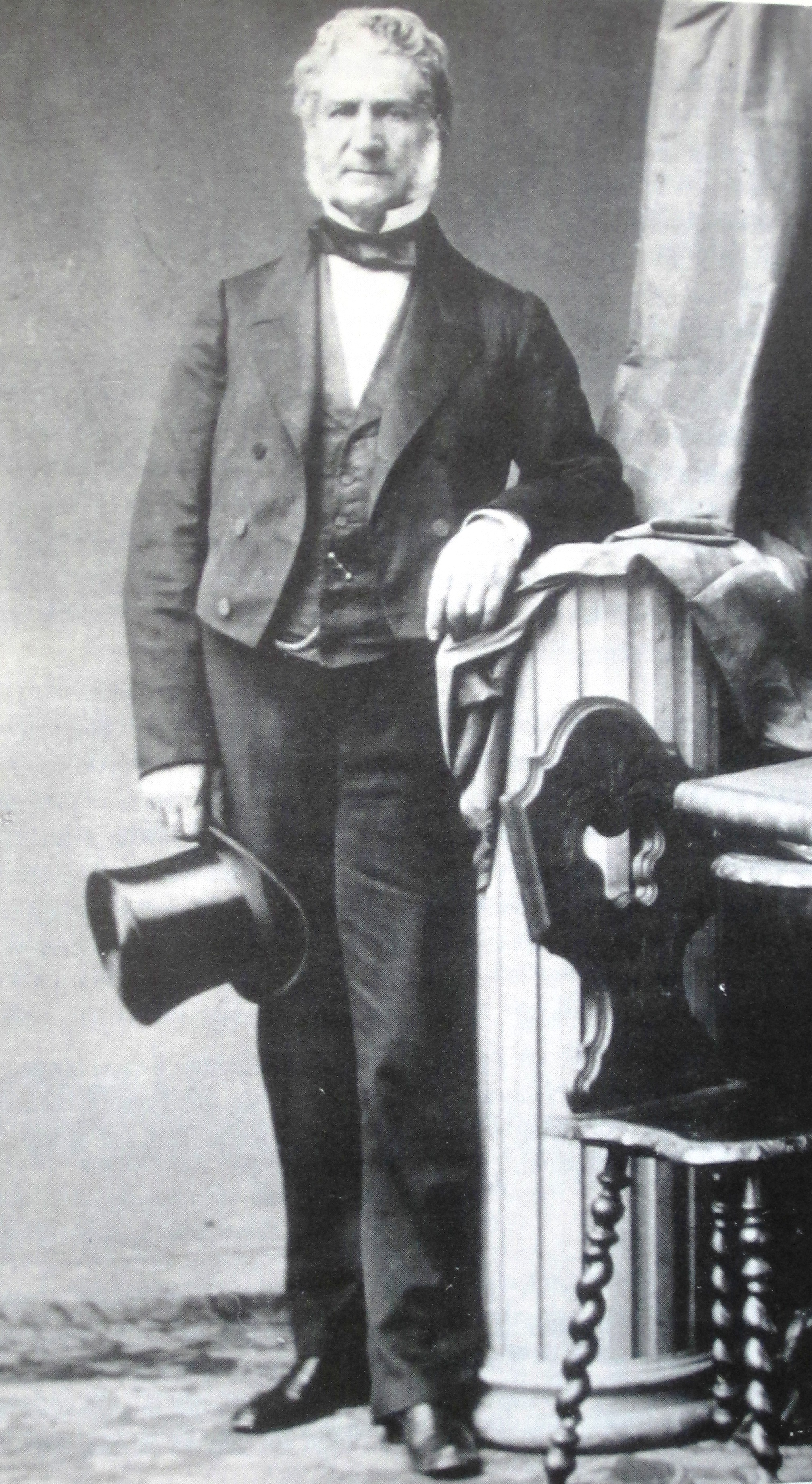
Der Vater Albert Diedrich Finke
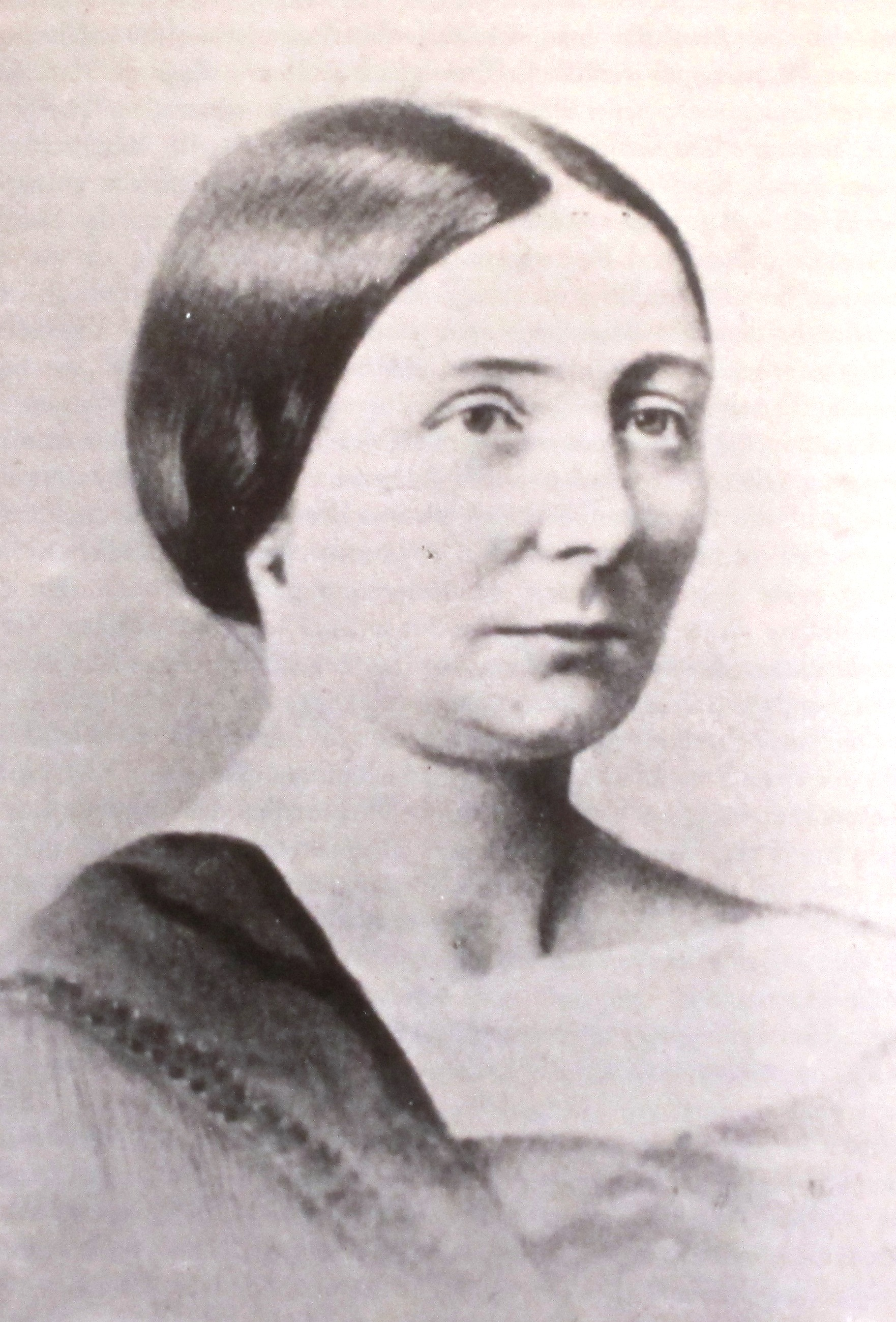
Die Mutter Minna
Doris Groth mit Ehemann und Sohn Detmar (um 1861)
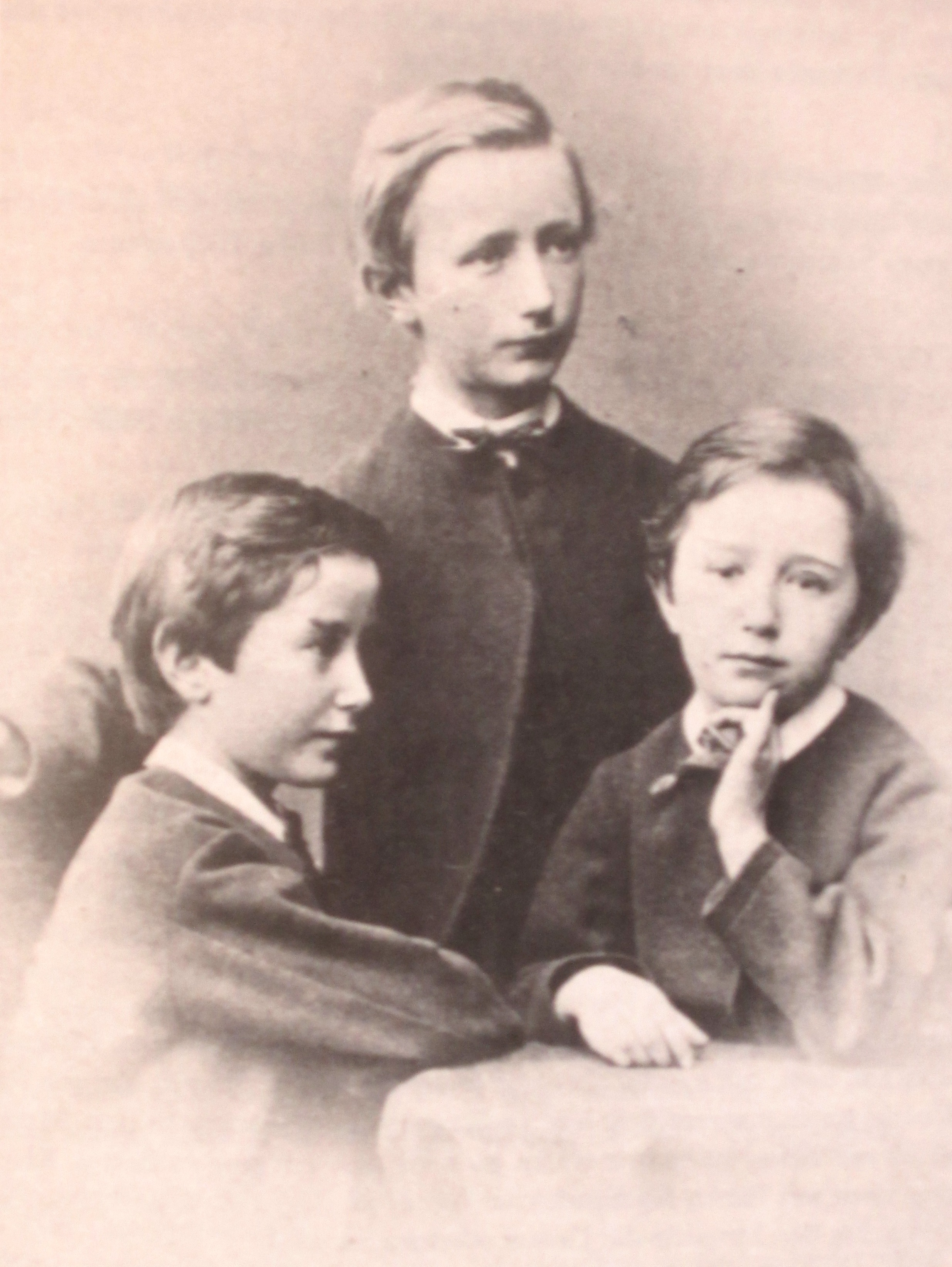
Die Söhne August, Albert und Carl